# Glacier Point
Glacier Point est un point de vue panoramique situé sur une falaise, au-dessus de la vallée de Yosemite en Californie (États-Unis). Le sommet est à une altitude de 2 199 mètres et domine la vallée de 975 mètres. L'endroit offre l'un des plus beaux panoramas sur les chutes de Yosemite, Half Dome, la chute Vernal, la chute Nevada et Clouds Rest. Glacier Point Road, la route qui y amène, est fermée de novembre à mai, en raison des conditions météorologiques, mais il est possible de rejoindre le site en ski de fond et de se reposer au Glacier Point Ski Hut, un refuge de montagne. Le reste de l'année, le site peut également être atteint à pied par plusieurs sentiers, parmi lesquels le Four Mile Trail et le Panorama Trail.

### Source
- (en) Cet article est partiellement ou en totalité issu de l’article de Wikipédia en anglais intitulé « Glacier Point » (voir la liste des auteurs).